# Gardineriidae
Gardineriidae es una familia de corales marinos que pertenecen al orden Scleractinia, de la clase Anthozoa.  
Las especies de la familia son pólipos  solitarios, y no poseen zooxantelas. Tienen alrededor de 16 largos tentáculos tuberculados en las puntas. Fuera del anillo de tentáculos extiende un disco membranoso con pliegues radiales y concéntricos.
Los esqueletos son cilíndricos o en forma de copa, tienen unos 32 mm de diámetro calicular. La arquitectura básica de sus esqueletos se conformó en el Mesozoico temprano.
Se distribuyen en las aguas del océano Indo-Pacífico, y en el océano Atlántico. Habitan entre 2 y 1.200 m de profundidad.

## Géneros
El Registro Mundial de Especies Marinas, WoRMS en inglés, incluye los siguientes géneros:
- Gardineria. Vaughan, 1907
- Stolarskicyathus. Cairns, 2004